# Катравозьке сільське поселення
Катраво́зьке сільське поселення (рос. Катравожское сельское поселение) — сільське поселення у складі Приуральського району Ямало-Ненецького автономного округу Тюменської області Росії.
Адміністративний центр та єдиний населений пункт — село Катравож.
Населення сільського поселення становить 781 особа (2017; 771 у 2010, 824 у 2002).
Станом на 2002 рік існувала Катровозька сільська рада (село Катровож).